# Lasjia whelanii
Lasjia whelanii är en tvåhjärtbladig växtart som först beskrevs av Frederick Manson Bailey, och fick sitt nu gällande namn av P.H.Weston & A.R.Mast. Lasjia whelanii ingår i släktet Lasjia och familjen Proteaceae. Inga underarter finns listade i Catalogue of Life.